# Ville Hostikka
Ville Hostikka (* 21. März 1985 in Lappeenranta) ist ein finnischer Eishockeytorwart, der seit Juli 2014 bei Vaasan Sport in der Liiga unter Vertrag steht.

## Karriere

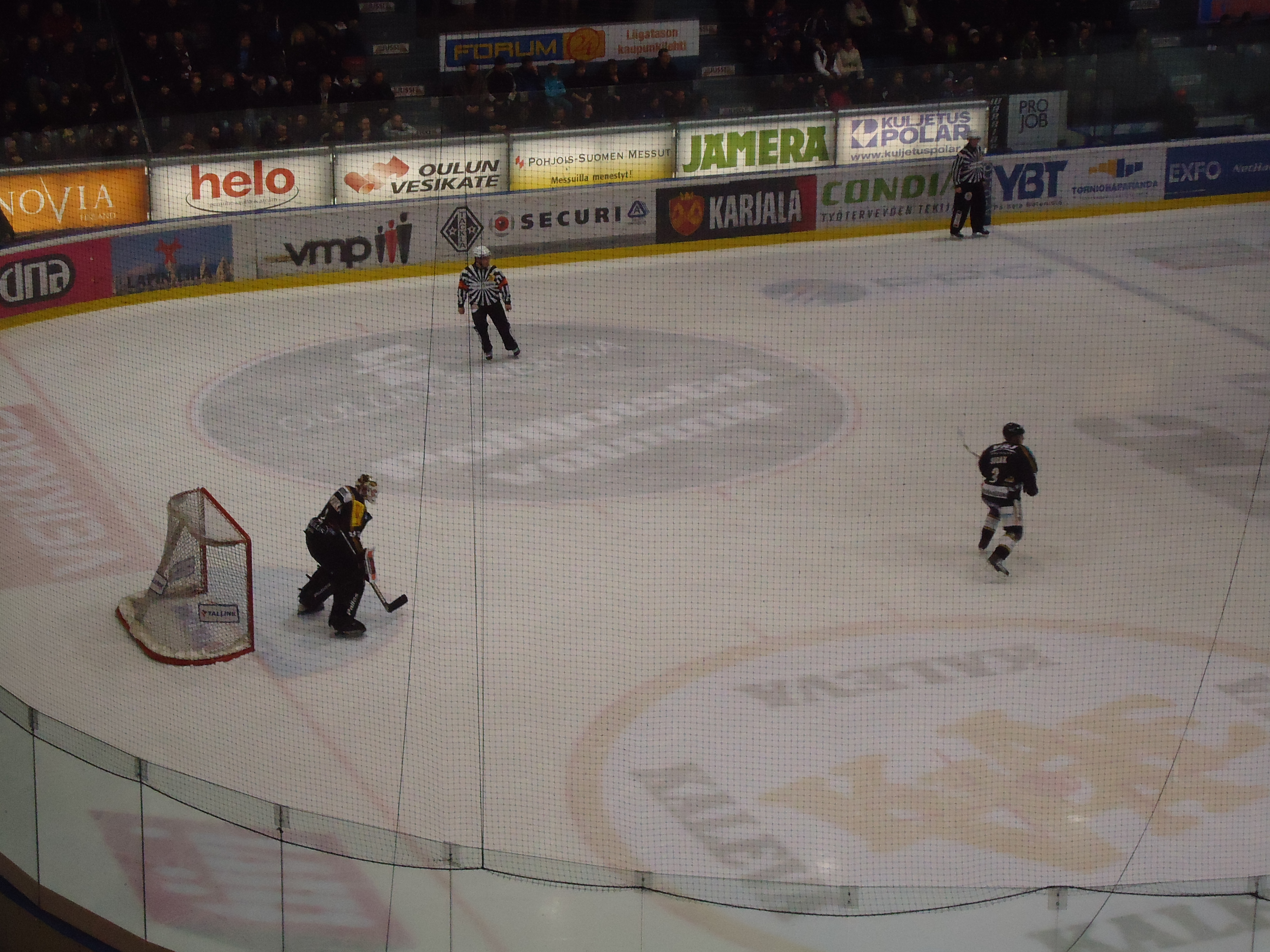
Ville Hostikka (li.) im Februar 2011

Ville Hostikka begann seine Karriere als Eishockeyspieler in seiner Heimatstadt in der Nachwuchsabteilung von SaiPa Lappeenranta. Zur Saison 2003/04 schaffte der Torwart den Sprung in den Profikader von SaiPa, blieb jedoch vorerst ohne Einsatz und spielte stattdessen weiter im Juniorenbereich. Ähnlich erging es ihm in der folgenden Spielzeit beim Ligarivalen Lukko Rauma, wo er ebenfalls nur für die A-Junioren auflief, in der SM-liiga jedoch keine Eiszeit erhielt. Nach seiner Rückkehr zur SaiPa stand er ab 2006 regelmäßig im Tor der Profimannschaft des Vereins in der SM-liiga, lief im Laufe der Jahre jedoch auch für den Ligarivalen KalPa Kuopio sowie Forssan Palloseura, SaPKo Savonllina, Mikkelin Jukurit und TuTo Hockey aus der zweiten finnischen Spielklasse, der Mestis auf. Weitere Stationen waren VEU Feldkirch aus der Nationalliga, der zweiten Spielklasse in Österreich und die Frederikshavn White Hawks aus der dänischen AL-Bank Ligaen.
Im November 2010 wechselte Hostikka innerhalb der SM-liiga zu Kärpät Oulu. Dort setzte er sich schließlich als Stammtorwart durch. Zur Saison 2012/13 wurde der Finne vom HC Slovan Bratislava aus der Kontinentalen Hockey-Liga verpflichtet, absolvierte jedoch nur ein KHL- und vier European trophy-Spiele für Slovan, so dass er den verein Anfang Januar 2013 verließ und wenige Tage später von  TPS Turku verpflichtet wurde.

### International
Für Finnland nahm Hostikka an der U18-Junioren-Weltmeisterschaft 2003 teil, bei der er als Ersatztorwart jedoch ohne Einsatz blieb.

## Karrierestatistik
(Legende zur Torhüterstatistik: GP oder Sp = Spiele insgesamt; W oder S = Siege; L oder N = Niederlagen; T oder U oder OT = Unentschieden oder Overtime- bzw. Shootout-Niederlage; Min. = Minuten; SOG oder SaT = Schüsse aufs Tor; GA oder GT = Gegentore; SO = Shutouts; GAA oder GTS = Gegentorschnitt; Sv% oder SVS% = Fangquote; EN = Empty Net Goal; 1 Play-downs/Relegation; Kursiv: Statistik nicht vollständig)